# Ipertetraedro
In geometria quadridimensionale, l'ipertetraedro (detto anche 5-cella, pentacoro o 4-simplesso) è uno dei sei policori regolari. È il policoro regolare più semplice, la naturale estensione in dimensione 4 del triangolo (bidimensionale) e del tetraedro (tridimensionale).
L'ipertetraedro regolare è delimitato da tetraedri regolari, ed è uno dei sei politopi regolari, rappresentato dal simbolo di Schläfli {3,3,3}.

## Descrizione
Da un punto di vista matematico, un ipertetraedro è l'inviluppo convesso di 5 punti nello spazio euclideo 4-dimensionale {\displaystyle \mathbb {R} ^{4}} che siano in posizione generale (cioè che non siano contenuti in un sottospazio affine). Ad esempio, si possono prendere i punti
{\displaystyle P_{0}=(0,0,0,0),P_{1}=(1,0,0,0),P_{2}=(0,1,0,0),P_{3}=(0,0,1,0),P_{4}=(0,0,0,1)}
L'inviluppo convesso è quindi l'insieme seguente:
{\displaystyle {\big \{}(x_{1},x_{2},x_{3},x_{4})\ |\ x_{1},x_{2},x_{3},x_{4}\geqslant 0,x_{1}+x_{2}+x_{3}+x_{4}\leqslant 1{\big \}}}

## Facce
Come tutti i politopi, l'ipertetraedro ha un certo numero di vertici, spigoli, facce...
- Il pentacoro ha 5 vertici {\displaystyle P_{0},P_{1},P_{2},P_{3},P_{4}}.
- Ciascuna coppia di vertici è collegata da uno spigolo: ci sono quindi 10 spigoli.
- Ciascuna tripletta di vertici determina una faccia: ci sono quindi 10 facce (triangolari).
- Ciascuna 4-upla di vertici determina una 3-faccia: ci sono quindi 5 facce tridimensionali (tetraedri).

Ogni vertice è collegato a 4 spigoli, 6 facce e 4 facce tridimensionali. La cuspide di un vertice è un tetraedro (sferico).

## Proiezioni

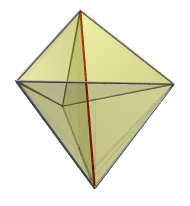
Una proiezione dell'ipertetraedro nello spazio. Ci sono 5 vertici: ogni coppia di vertici è collegata da uno spigolo, ogni terna di vertici determina un triangolo, ogni quaterna determina una cella: celle e triangoli si sovrappongono nella proiezione.

In questa animazione è mostrata una proiezione nello spazio di un ipertetraedro che sta ruotando nello spazio 4-dimensionale. La rotazione è una rotazione simultanea su due piani ortogonali.

Un poliedro 3-dimensionale può essere disegnato sul piano (bidimensionale): il disegno che ne risulta è generalmente l'immagine di una proiezione del poliedro sul piano. Analogamente, ogni policoro 4-dimensionale può essere proiettato nello spazio 3-dimensionale. L'immagine di questa proiezione dipende dal modo in cui il policoro è posizionato nello spazio euclideo 4-dimensionale (che in matematica è indicato con il simbolo {\displaystyle \mathbb {R} ^{4}}).
Una proiezione non può descrivere completamente la geometria di un ipertetraedro; sono però visibili alcuni aspetti combinatori, come le incidenze fra vertici, spigoli e facce. Nella proiezione spigoli, facce e/o celle distinte possono intersecarsi, benché siano disgiunte nel poliedro quadridimensionale.

## Sviluppo
Lo sviluppo dell'ipertetraedro è composto da 5 tetraedri regolari uniti in modo da avere, a due a due, una sola faccia in comune.

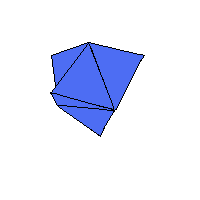
Uno sviluppo del pentacoro

## Dualità
L'ipertetraedro è autoduale, come tutti i simplessi.

## Relazione di Eulero
Per questo politopo vale la relazione (4-dimensionale) di Eulero, dove V è il numero di vertici, F è il numero di facce, S è il numero di spigoli e C è il numero di celle: 
{\displaystyle V+F=S+C.}
In questo caso 5 + 10 = 10 + 5.

## Modello
Per la costruzione del modello del policoro in contesto, sia nella "versione implosa" (in cui l'involucro è costituito dal poliedro di composizione: il tetraedro regolare), che nella "versione esplosa" (in cui l'involucro è costituito dal doppio del poliedro di composizione), i materiali più indicati sono quelli trasparenti (plexiglas, ecc.), ma con il filo metallico ("scheletro essenziale", cioè vertici e spigoli) è più facile da costruire, nell'una o nell'altra versione.

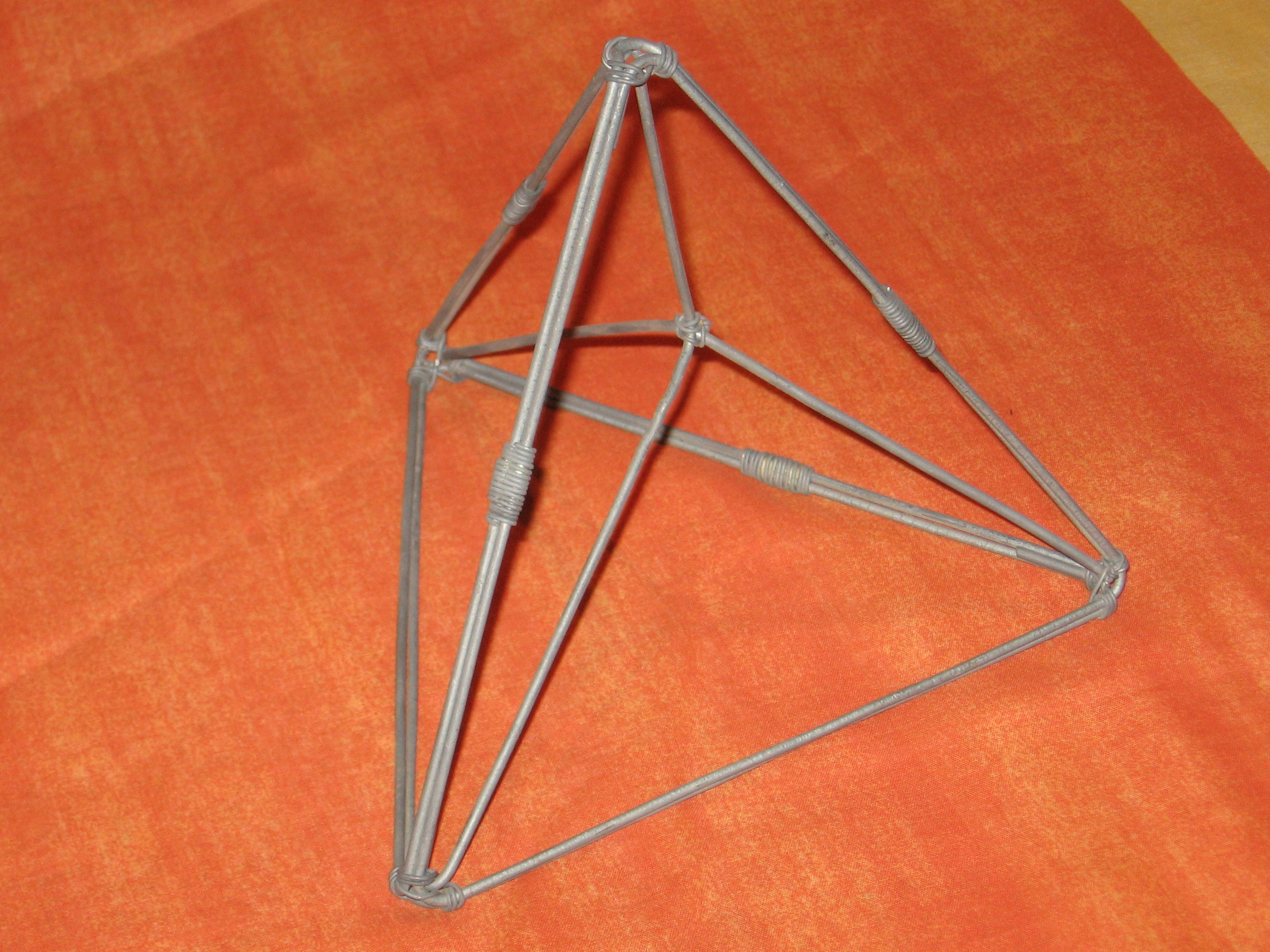
5-cella (versione implosa)
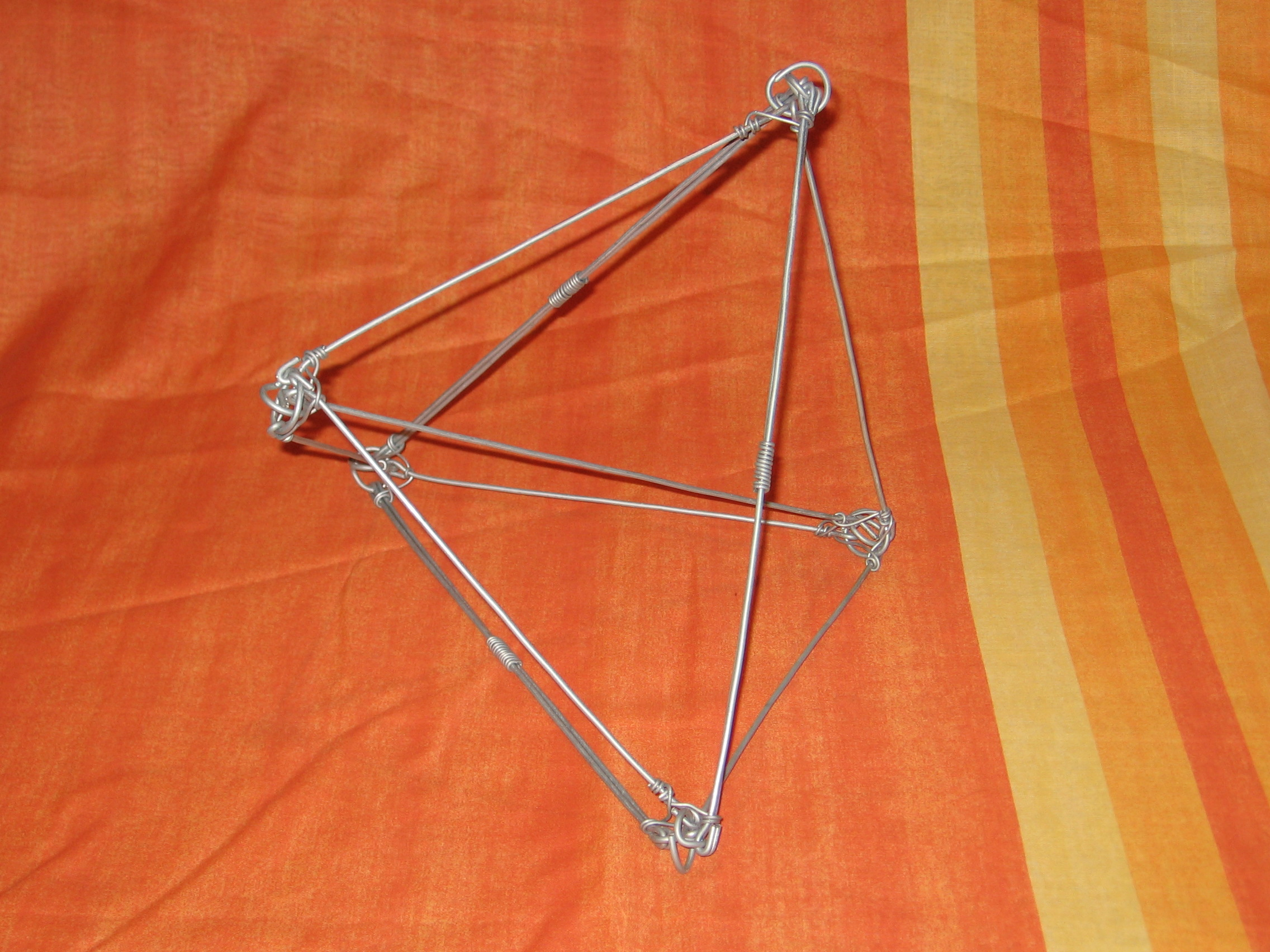
5-cella (versione esplosa)
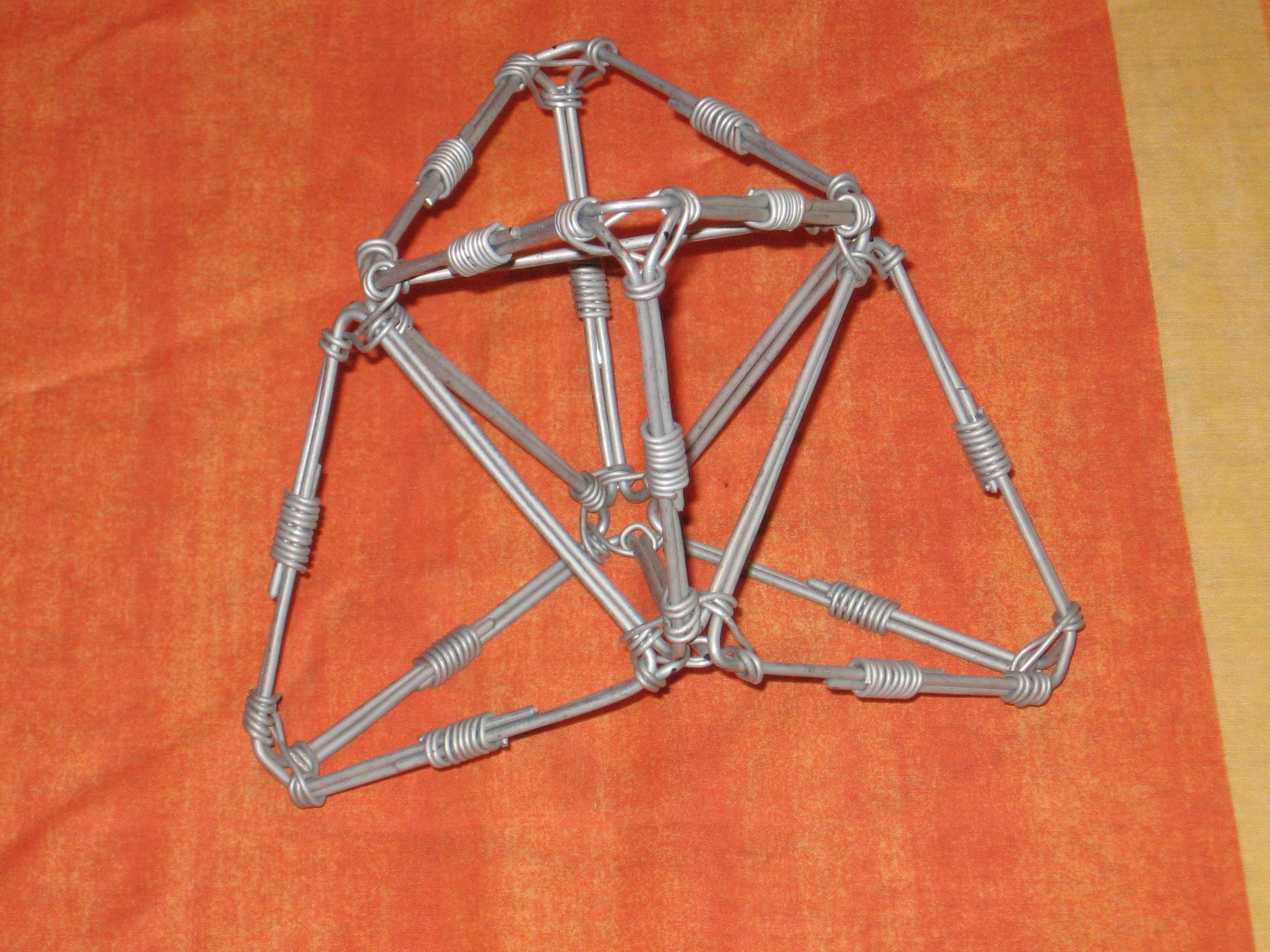
Sviluppo della 5-cella